# S. S. Van Dine
Willard Huntington Wright, más conocido como S. S. Van Dine, (15 de octubre de 1888 - 11 de abril de 1939) fue crítico de arte y novelista estadounidense. Creó el personaje del detective Philo Vance, quien apareció por primera vez en obras escritas en 1920 y posteriormente en películas y radio.

## Biografía
Willard Huntington Wright era hijo de Archibald Davenport Wright y Annie Van Vranken Wright. Nació el 15 de octubre de 1888 en Charlottesville (Virginia). Asistió a St. Vincent College, Pomona College, y a la Universidad de Harvard. Estudió arte en Múnich y París, un aprendizaje que lo llevó a obtener un trabajo como literato y crítico de arte para el diario Los Angeles Times. La temprana carrera en literatura (1910-1919) fue debida a dos causas. Una fue el naturalismo literario.
Escribió una novela, The Man of Promise, y algunas historias cortas; como editor de la revista The Smart Set el también publicó similares relatos de ficción para otros.
En 1907, Wright se casó con Katharine Belle Boynton, de Seattle. Se casó por segunda vez en octubre de 1930. Su esposa fue Eleanor Rulapaugh, conocida profesionalmente como Claire De Lisle, una pintora de retratos.
Desde 1912 a 1914, editó The Smart Set, una revista literaria de Nueva York, y continuó escribiendo como crítico y periodista hasta 1923, cuando enfermó, hecho que fue dado a conocer como exceso de trabajo, pero era en realidad su secreta adicción a las drogas, de acuerdo a la biografía realizada por John Loughery.
Su médico lo confinó en cama (pretextando una dolencia cardíaca) por más de dos años. Frustrado y aburrido, comenzó a coleccionar y estudiar miles de volúmenes de crimen y detección. Esto fue compensado en 1926 con su primera novela de S. S. Van Dine, el caso de El Crimen de Benson.
Wright eligió el seudónimo de Van Dyne, un viejo nombre familiar, y la abreviatura de "steamship" (buque de vapor). Escribió más de once libros de misterio, y los primeros libros acerca de su detective aficionado de clase alta, Philo Vance (quien compartía su amor por la estética como Wright), fueron tan populares que Wright se volvió próspero por primera vez en su vida. Sus libros posteriores declinaron en popularidad así como el gusto público en la literatura de misterio cambiaba.
Se mudó a un ático y disfrutaba gastar su fortuna en forma similar a como lo hacía el elegante y snob Vance. Wright murió el 11 de abril de 1939 en la ciudad de Nueva York, un año después de la publicación de una novela experimental la cual trataba sobre una de las más grandes estrellas de la comedia radiofónica, El Caso del Crimen de Gracie Allen.

## Obras
En adición a su éxito como escritor de ficción, la larga introducción y notas a la antología de Las Más Grandes Historias de Detectives del Mundo (1928) de Wright, es todavía importante en la historia del estudio crítico de la ficción detectivesca. Aunque desactualizado por el paso del tiempo, este ensayo es todavía el corazón alrededor del cual muchos otros han ido construyendo.
Wright también escribe una serie de historias cortas para la cadena de film Warner Brothers a principios de 1930. Estas historias fueron usadas como la base para una serie de 12 cortometrajes, cada uno de alrededor de 20 minutos de duración, que fueron estrenados en 1930-1931.
De estas, El Misterio del Asesinato de la Calavera (1931) muestra la vigorosa construcción de Wright. Es también notable por el tratamiento no-racista de los protagonistas chinos, algo bastante inusual en esos días. Hasta donde se sabe, ninguno de estos guiones de Van Dine han sido publicados en forma de libros y parece que ninguno de los manuscritos sobrevive hasta hoy. Los cortometrajes fueron extremadamente populares en una época y Hollywood hizo cientos de ellos durante la era de los estudios. Excepto por un puñado de comedias mudas, la mayoría de estos filmes están hoy día olvidados y no están siquiera mencionados en los libros de referencia de películas.
Las doce novelas en las que apareció el detective Philo Vance son:
- The Benson Murder Case (El Crimen de Benson)
- The Canary Murder Case (El Crimen de la Canario)
- The Greene Murder Case (El asesino fantasma)
- The Bishop Murder Case (Los crímenes del Obispo)
- The Scarab Murder Case (El escarabajo sagrado)
- The Kennel Murder Case (Matando en la sombra)
- The Dragon Murder Case (El estanque del Dragón)
- The Casino Murder Case (El asesinato del Casino)
- The Garden Murder Case (El caso Garden)
- The Kidnap Murder Case (El caso del secuestro)
- The Gracie Allen Murder Case (El misterio del café Domdaniel)
- The Winter Murder Case (El caso Rexon)